# آنارشیسم یا سوسیالیسم؟
آنارشیسم یا سوسیالیسم؟ (به انگلیسی: Anarchism or Socialism) کتابی از جوزف استالین، رهبر اتحاد جماهیر شوروی که آن را در بین سال‌های ۱۹۰۶ تا ۱۹۰۷ نگاشته‌است. این کتاب درصدد تحلیل اندیشهٔ آنارشیسم براساس روش‌های مارکسیستی است.

## آشنایی با کتاب
نگارش این اثر پس از شکست انقلاب ۱۹۰۵ و علیه آنارشیست‌هایی انجام شد که در آن زمان در روسیه و منطقه قفقاز هواداران زیادی داشتند و علیه مارکسیست‌ها فعالیت می‌کردند. متفکرانی چون پیتر کروپوتکین، لئو تولستوی و میخائیل باکونین رهبران فکری و سیاسی آنارشیست‌های روسی بودند.
این کتاب درواقع مجموعه مقاله‌هایی است که استالین آن‌ها را بین سال‌های ۱۹۰۶ تا ۱۹۰۷ در روزنامه بلشویکی «زندگی ما» و به زبان گرجی به چاپ رساند و بعدها پس از انقلاب به‌صورت کتاب درآمد.
به اعتقاد استالین آنارشیست‌ها هیچ پایگاهی بین کارگران ندارند و موفقیت آن‌ها بیشتر بین طبقات فرادست بوده‌است.